# Cremastobaeus indicus
Cremastobaeus indicus är en stekelart som beskrevs av Durgadas Mukerjee 1994. Cremastobaeus indicus ingår i släktet Cremastobaeus och familjen Scelionidae. Inga underarter finns listade i Catalogue of Life.